# Duncan Ferguson
Duncan Cowan Ferguson (sinh ngày 27 tháng 12 năm 1971) là một cựu cầu thủ và huấn luyện viên bóng đá người Scotland từng dẫn dắt Everton. Ông bắt đầu sự nghiệp của mình với việc giáo dục bóng đá tại Carse Thistle trước khi được ký hợp đồng chuyên nghiệp đầu tiên trong sự nghiệp với Dundee United vào năm 1990. Kể từ thời gian đó ông đã chơi cho Rangers, Everton và Newcastle United.
Trong suốt sự nghiệp của mình, Ferguson đã giành được một Cúp FA với Everton vào năm 1995, hoàn tất giai đoạn vòng loại của UEFA Champions League vào năm 2005, cũng với Everton, và được tham gia vào Cúp UEFA năm 1999 với Newcastle và 2005 với Everton. Ông đã khoác áo đội tuyển Scotland bảy lần nhưng lại tự làm cho mình mất xuất trong đội tuyển quốc gia do một tranh chấp với Hiệp hội Bóng đá Scotland. Ông là cầu thủ Scotland đã ghi được nhiều bàn thắng nhất tại Giải bóng đá ngoại hạng Anh trong lịch sử.

## Thống kê
Tất cả các con số thống kê chính xác tới lúc 07:47, Ngày 27 tháng 12 năm 2006 (UTC)

### Thống kê tại câu lạc bộ
| Thành tích cấp CLB  | Thành tích cấp CLB  | Thành tích cấp CLB  | Giải vô địch | Giải vô địch | Cúp quốc gia | Cúp quốc gia | Cúp liên đoàn       | Cúp liên đoàn       | Cúp châu lục | Cúp châu lục | Tổng cộng | Tổng cộng |
| Mùa giải            | CLB                 | Giải vô địch        | Trận         | Bàn          | Trận         | Bàn          | Trận                | Bàn                 | Trận         | Bàn          | Trận      | Bàn       |
| Scotland            | Scotland            | Scotland            | Giải vô địch | Giải vô địch | Scottish Cup | Scottish Cup | Scottish League Cup | Scottish League Cup | Châu Âu      | Châu Âu      | Tổng cộng | Tổng cộng |
| ------------------- | ------------------- | ------------------- | ------------ | ------------ | ------------ | ------------ | ------------------- | ------------------- | ------------ | ------------ | --------- | --------- |
| 1990-91             | Dundee United       | Premier Division    | 9            | 1            | 5            | 3            | 0                   | 0                   | -            | -            | 14        | 4         |
| 1991-92             | Dundee United       | Premier Division    | 38           | 15           | 2            | 2            | 1                   | 0                   | -            | -            | 41        | 17        |
| 1992-93             | Dundee United       | Premier Division    | 30           | 12           | 1            | 1            | 2                   | 2                   | -            | -            | 33        | 15        |
| 1993-94             | Rangers             | Premier Division    | 10           | 1            | 3            | 0            | 2                   | 0                   | -            | -            | 15        | 1         |
| 1994-95             | Rangers             | Premier Division    | 4            | 1            | 0            | 0            | 2                   | 3                   | -            | -            | 6         | 4         |
| Anh                 | Anh                 | Anh                 | Giải vô địch | Giải vô địch | Cúp FA       | Cúp FA       | Cúp Liên đoàn       | Cúp Liên đoàn       | Châu Âu      | Châu Âu      | Tổng cộng | Tổng cộng |
| 1994-95             | Everton             | Premier League      | 23           | 7            | 4            | 1            | 1                   | 0                   | -            | -            | 28        | 8         |
| 1995-96             | Everton             | Premier League      | 18           | 5            | 2            | 2            | -                   | -                   | -            | -            | 20        | 7         |
| 1996-97             | Everton             | Premier League      | 33           | 10           | 2            | 1            | 1                   | 0                   | -            | -            | 36        | 11        |
| 1997-98             | Everton             | Premier League      | 29           | 11           | 1            | 0            | 2                   | 0                   | -            | -            | 32        | 11        |
| 1998-99             | Everton             | Premier League      | 13           | 4            | -            | -            | 4                   | 1                   | -            | -            | 17        | 5         |
| 1998-99             | Newcastle United    | Premier League      | 7            | 2            | 2            | 0            | -                   | -                   | -            | -            | 9         | 2         |
| 1999-00             | Newcastle United    | Premier League      | 23           | 6            | 6            | 3            | -                   | -                   | 3            | 1            | 32        | 10        |
| 2000-01             | Everton             | Premier League      | 12           | 6            | 1            | 0            | -                   | -                   | -            | -            | 13        | 6         |
| 2001-02             | Everton             | Premier League      | 22           | 6            | 2            | 1            | 1                   | 1                   | -            | -            | 25        | 8         |
| 2002-03             | Everton             | Premier League      | 7            | 0            | -            | -            | 1                   | 0                   | -            | -            | 8         | 0         |
| 2003-04             | Everton             | Premier League      | 20           | 5            | 2            | 2            | 2                   | 2                   | -            | -            | 24        | 9         |
| 2004-05             | Everton             | Premier League      | 35           | 6            | 0            | 0            | 2                   | 1                   | -            | -            | 37        | 7         |
| 2005-06             | Everton             | Premier League      | 27           | 1            | 2            | 0            | -                   | -                   | 4            | 0            | 33        | 1         |
| Tổng cộng           | Scotland            | Scotland            | 91           | 30           | 11           | 6            | 7                   | 5                   | -            | -            | 109       | 41        |
| Tổng cộng           | Anh                 | Anh                 | 269          | 69           | 24           | 10           | 14                  | 5                   | 7            | 1            | 314       | 85        |
| Tổng cộng sự nghiệp | Tổng cộng sự nghiệp | Tổng cộng sự nghiệp | 360          | 99           | 35           | 16           | 21                  | 10                  | 7            | 1            | 423       | 126       |

### Xuất hiện trong đội tuyển quốc gia
| Xuất hiện | Ngày                 | Đối thủ | Tỉ số | Kết quả |
| 1         | 17 tháng 5 năm 1992  | Mỹ      | 0–1   | Thắng   |
| 2         | 20 tháng 5 năm 1992  | Canada  | 1–3   | Thắng   |
| 3         | 12 tháng 6 năm 1992  | Hà Lan  | 0–1   | Thua    |
| 4         | 24 tháng 3 năm 1993  | Đức     | 0–1   | Thua    |
| 5         | 18 tháng 12 năm 1994 | Hy Lạp  | 1–0   | Thua    |
| 6         | 31 tháng 8 năm 1996  | Áo      | 0–0   | Hòa     |
| 7         | 11 tháng 2 năm 1997  | Estonia | 0–0   | Hòa     |

Ferguson đã từ chối các cuộc gọi lên đội tuyển quốc gia từ sau năm 1997, một phần là để phản đối với án phạt quá nặng từ Liên đoàn bóng đá Scotland sau khi ông tấn công đồng nghiệp John McStay, đặc biệt là việc áp đặt lệnh cấm thi đấu 12 trận bằng 3 tháng tù dành cho mình.

## Danh hiệu
Dundee United
- Scottish Cup á quân: 1990–91[4]

Rangers
- Scottish Premier Division: 1993–94[5]
- Scottish Cup á quân: 1993–94[6]

Everton
- FA Cup: 1994–95[7]

Newcastle United
- FA Cup á quân: 1998–99[8]